# The Nozzle
The Nozzle är ett bergspass i Östantarktis som Darwin Glacier glider genom. Australien gör anspråk på området.